# Viéville-en-Haye
Viéville-en-Haye är en kommun i departementet Meurthe-et-Moselle i regionen Grand Est (tidigare regionen Lorraine) i nordöstra Frankrike. Kommunen ligger i kantonen Thiaucourt-Regniéville som tillhör arrondissementet Toul. År 2022 hade Viéville-en-Haye 140 invånare.

## Befolkningsutveckling
Antalet invånare i kommunen Viéville-en-Haye
| Referens: INSEE |